# Färöischer Fußballpokal 2000
Der Färöische Fußballpokal 2000, auch bekannt als Løgmanssteypið 2000, fand zwischen dem 12. März und 2. Juli 2000 statt und wurde zum 46. Mal ausgespielt. Im Endspiel, welches im Tórsvøllur-Stadion in Tórshavn auf Naturrasen ausgetragen wurde, siegte GÍ Gøta mit 1:0 gegen HB Tórshavn und konnte den Pokal somit zum fünften Mal gewinnen. Zudem nahm GÍ Gøta dadurch an der Qualifikation zum UEFA-Pokal 2001/02 teil.
GÍ Gøta und HB Tórshavn belegten in der Meisterschaft die Plätze sieben und zwei. Titelverteidiger KÍ Klaksvík schied hingegen im Viertelfinale aus.

## Teilnehmer
Teilnahmeberechtigt waren folgende 18 A-Mannschaften der vier färöischen Ligen:
| 1. Deild                                                                                                  | 2. Deild                                                        | 3. Deild          | 4. Deild      |
| --- | --------------------------------------------------------------- | ----------------- | ------------- |
| B36 Tórshavn B68 Toftir B71 Sandur FS Vágar GÍ Gøta HB Tórshavn KÍ Klaksvík NSÍ Runavík SÍ Sumba VB Vágur | EB/Streymur ÍF Fuglafjørður LÍF Leirvík Royn Hvalba TB Tvøroyri | AB Argir Skála ÍF | Fram Tórshavn |

## Modus
Sämtliche Erstligisten waren für die Gruppenphase gesetzt. Die verbliebenen unterklassigen Mannschaften spielten in zwei Runden die restlichen beiden Teilnehmer aus. In der Gruppenphase spielte jede Mannschaft zweimal gegen jede andere, wobei sich die Erst- und Zweitplatzierten jeder Gruppe sowie die zwei besten Drittplatzierten für die nächste Runde qualifizierten. Anschließend wurde im K.-o.-System weitergespielt.

## Qualifikation
Die Partien der Qualifikationsrunde fanden am 12. und 17. März statt.
|                 | Ergebnis  |               |
| --------------- | --------- | ------------- |
| ÍF Fuglafjørður | 7:0 (2:0) | AB Argir      |
| LÍF Leirvík     | 9:1 (2:0) | Fram Tórshavn |
| Royn Hvalba     | 1w/o 1    | Skála ÍF      |
| TB Tvøroyri     | 2:0 (1:0) | EB/Streymur   |

## 1. Runde
Die Partien der 1. Runde fanden am 19. März statt.
|             | Ergebnis  |                 |
| ----------- | --------- | --------------- |
| Royn Hvalba | 0:2 (0:2) | ÍF Fuglafjørður |
| TB Tvøroyri | 2:0 (0:0) | LÍF Leirvík     |

## Gruppenphase
Die Partien der Gruppenphase fanden zwischen dem 26. März und 10. Mai statt.

### Gruppe 1
| Pl. | Verein      | Sp. | S | U | N | Tore    | Diff. | Punkte |
| --- | ----------- | --- | - | - | - | ------- | ----- | ------ |
| 1.  | KÍ Klaksvík | 6   | 4 | 0 | 2 | 017:800 | +9    | 12     |
| 2.  | VB Vágur    | 6   | 4 | 0 | 2 | 015:100 | +5    | 12     |
| 3.  | NSÍ Runavík | 6   | 3 | 0 | 3 | 010:600 | +4    | 09     |
| 4.  | SÍ Sumba    | 6   | 1 | 0 | 5 | 005:230 | −18   | 03     |

| 26. März 2000  |           |             |
| NSÍ Runavík    | 0:1 (0:1) | SÍ Sumba    |
| VB Vágur       | 1:3 (0:1) | KÍ Klaksvík |
| 9. April 2000  |           |             |
| SÍ Sumba       | 2:5 (1:3) | KÍ Klaksvík |
| VB Vágur       | 1:3 (0:1) | NSÍ Runavík |
| 16. April 2000 |           |             |
| SÍ Sumba       | 0:5 (0:2) | NSÍ Runavík |
| 18. April 2000 |           |             |
| NSÍ Runavík    | 0:2 (0:0) | KÍ Klaksvík |
| 20. April 2000 |           |             |
| KÍ Klaksvík    | 5:0 (2:0) | SÍ Sumba    |
| NSÍ Runavík    | 0:2 (0:2) | VB Vágur    |
| 22. April 2000 |           |             |
| KÍ Klaksvík    | 0:2 (0:1) | NSÍ Runavík |
| VB Vágur       | 4:0 (3:0) | SÍ Sumba    |
| 5. Mai 2000    |           |             |
| KÍ Klaksvík    | 2:3 (1:1) | VB Vágur    |
| 10. Mai 2000   |           |             |
| SÍ Sumba       | 2:4 (1:1) | VB Vágur    |

### Gruppe 2
| Pl. | Verein          | Sp. | S | U | N | Tore    | Diff. | Punkte |
| --- | --------------- | --- | - | - | - | ------- | ----- | ------ |
| 1.  | B68 Toftir      | 6   | 5 | 1 | 0 | 018:400 | +14   | 16     |
| 2.  | B36 Tórshavn    | 6   | 3 | 1 | 2 | 017:600 | +11   | 10     |
| 3.  | ÍF Fuglafjørður | 6   | 2 | 0 | 4 | 005:170 | −12   | 06     |
| 4.  | B71 Sandur      | 6   | 1 | 0 | 5 | 003:160 | −13   | 03     |

| 26. März 2000   |           |                 |
| B68 Toftir      | 5:0 (2:0) | B71 Sandur      |
| ÍF Fuglafjørður | 3:2 (0:2) | B36 Tórshavn    |
| 5. April 2000   |           |                 |
| B36 Tórshavn    | 6:0 (2:0) | B71 Sandur      |
| 6. April 2000   |           |                 |
| ÍF Fuglafjørður | 0:4 (0:2) | B68 Toftir      |
| 9. April 2000   |           |                 |
| B68 Toftir      | 3:2 (3:2) | B36 Tórshavn    |
| B71 Sandur      | 2:0 (0:0) | ÍF Fuglafjørður |
| 16. April 2000  |           |                 |
| B36 Tórshavn    | 6:0 (4:0) | ÍF Fuglafjørður |
| B71 Sandur      | 1:3 (0:2) | B68 Toftir      |
| 20. April 2000  |           |                 |
| B68 Toftir      | 3:1 (3:0) | ÍF Fuglafjørður |
| B71 Sandur      | 0:1 (0:0) | B36 Tórshavn    |
| 22. April 2000  |           |                 |
| B36 Tórshavn    | 0:0       | B68 Toftir      |
| ÍF Fuglafjørður | 1:0 (0:0) | B71 Sandur      |

### Gruppe 3
| Pl. | Verein      | Sp. | S | U | N | Tore    | Diff. | Punkte |
| --- | ----------- | --- | - | - | - | ------- | ----- | ------ |
| 1.  | GÍ Gøta     | 6   | 4 | 1 | 1 | 007:400 | +3    | 13     |
| 2.  | FS Vágar    | 6   | 3 | 2 | 1 | 006:600 | ±0    | 11     |
| 3.  | HB Tórshavn | 6   | 3 | 1 | 2 | 003:600 | −3    | 10     |
| 4.  | TB Tvøroyri | 6   | 0 | 0 | 6 | 000:000 | ±0    | 0      |

| 26. März 2000  |               |             |
| FS Vágar       | 1:1 (1:1)     | HB Tórshavn |
| TB Tvøroyri    | 20:10 (0:0) 1 | GÍ Gøta     |
| 6. April 2000  |               |             |
| TB Tvøroyri    | 20:4 (0:1) 1  | FS Vágar    |
| 9. April 2000  |               |             |
| FS Vágar       | 1:1 (0:0)     | GÍ Gøta     |
| TB Tvøroyri    | 20:5 (0:3) 1  | HB Tórshavn |
| 16. April 2000 |               |             |
| GÍ Gøta        | 28:1 (4:0) 2  | TB Tvøroyri |
| HB Tórshavn    | 2:1 (1:1)     | FS Vágar    |
| 20. April 2000 |               |             |
| FS Vágar       | 2w/o 2        | TB Tvøroyri |
| HB Tórshavn    | 0:3 (0:1)     | GÍ Gøta     |
| 22. April 2000 |               |             |
| GÍ Gøta        | 2:3 (0:0)     | FS Vágar    |
| HB Tórshavn    | 2w/o 2        | TB Tvøroyri |
| 3. Mai 2000    |               |             |
| GÍ Gøta        | 1:0 (1:0)     | HB Tórshavn |

## Viertelfinale
Die Viertelfinalpartien fanden am 21. Mai statt.
|              | Ergebnis                         |             |
| ------------ | -------------------------------- | ----------- |
| B36 Tórshavn | 2:2 n. V. (2:2, 1:0) (1:4 i. E.) | HB Tórshavn |
| B68 Toftir   | 1:3 (0:1)                        | VB Vágur    |
| GÍ Gøta      | 3:0 (3:0)                        | NSÍ Runavík |
| KÍ Klaksvík  | 2:2 n. V. (2:2, 0:1) (6:7 i. E.) | FS Vágar    |

## Halbfinale
Die Hinspiele im Halbfinale fanden am 1. Juni statt, die Rückspiele am 12. Juni.
|             | Gesamt |          | Hinspiel  | Rückspiel |
| ----------- | ------ | -------- | --------- | --------- |
| GÍ Gøta     | 4:3    | FS Vágar | 4:3 (3:1) | 0:0       |
| HB Tórshavn | 8:3    | VB Vágur | 6:2 (5:0) | 2:1 (1:0) |

## Finale
| Paarung        | HB Tórshavn – GÍ Gøta |
| Ergebnis       | 0:1 (0:1) |
| Datum          | 2. Juli 2000 |
| Stadion        | Tórsvøllur, Tórshavn |
| Schiedsrichter | Sune Johansen (Sandavágur) |
| Tore           | 0:1 Óli Hansen (20.) |
| HB Tórshavn    | Bárður Johannesen – Janus M. Joensen, Hans á Lag, Símun Eliasen, Jóhannis Joensen, Pætur M. Dahl (46. Gheorghe Ciurea) – Hallur Danielsen (75. Ingi Rasmussen), Rúni Nolsøe , Rói Árting – Andrew av Fløtum, Bárður Mortansson (71. Jón Rói Jacobsen) Cheftrainer: Ion Geolgău ( Rumänien) |
| GÍ Gøta        | Sunvard Joensen – Leivur Hansen, Poul Ennigarð, Martin Thomsen, Súni Olsen – Henning Jarnskor, Magni Jarnskor , Pauli Jarnskor (78. Áslakur R. Petersen) – Bartal Eliasen, Óli Hansen, Helgi L. Petersen Cheftrainer: Jóhan Nielsen                                                        |
| Gelbe Karten   | Hans á Lag, Rói Árting – Leivur Hansen, Bartal Eliasen, Poul Ennigarð |
| Platzverweise  | keine – Helgi L. Petersen (84.) |

## Torschützenliste
Bei gleicher Anzahl von Treffern sind die Spieler nach dem Nachnamen alphabetisch geordnet.
| Platz | Spieler               | Verein          | Tore |
| ----- | --------------------- | --------------- | ---- |
| 1     | Jákup á Borg          | B36 Tórshavn    | 07   |
| 2     | Heðin á Lakjuni       | KÍ Klaksvík     | 06   |
| 3     | Robert Cieślewicz     | VB Vágur        | 05   |
| 3     | Súni Fríði Johannesen | B68 Toftir      | 05   |
| 3     | Bárður á Lakjuni      | ÍF Fuglafjørður | 05   |
| 6     | Fróði Benjaminsen     | B68 Toftir      | 04   |
| 6     | Andrew av Fløtum      | HB Tórshavn     | 04   |
| 6     | Øssur Hansen          | B68 Toftir      | 04   |
| 6     | Rógvi Jacobsen        | KÍ Klaksvík     | 04   |
| 6     | John Johansen         | FS Vágar        | 04   |
| 6     | Milan Kuljić          | VB Vágur        | 04   |
| 6     | Marcello Marcelino    | B68 Toftir      | 04   |
| 6     | Ove Nysted            | KÍ Klaksvík     | 04   |